# Chiesa del Sacro Cuore (Ginevra)
La chiesa del Sacro Cuore (in francese église du Sacré-Cœur, pronuncia /sacré kœr/) è un luogo di culto cattolico di Ginevra situato nel quartiere di Plainpalais.
La chiesa fu edificata quale tempio massonico nel XIX secolo. Nel 1873 fu acquisita dalla Chiesa cattolica e diventò la parrocchia del Sacro Cuore. Dal 1958 è il punto di riferimento della Comunità cattolica di lingua spagnola a Ginevra. La chiesa fu distrutta il 19 luglio 2018 da un rogo doloso. Nel marzo 2022 fu posata la prima pietra per la ricostruzione.

## Storia

La chiesa, all'epoca tempio massonico, nel 1870

L’edificio della chiesa del Sacro Cuore di Ginevra fu edificato, tra il 1858 e il 1859, su decisione del Gran Consiglio quale tempio massonico che doveva riunire sette logge.
Nel corso del XIX secolo ospitò un caffè-brasserie e successivamente la sezione di Ginevra dell'Internazionale dei Lavoratori. Nel 1873 l’edificio fu rilevato dai cattolici, costretti a lasciare la chiesa di Saint-Germain nel centro storico. La parrocchia di Saint-Germain divenne poi parrocchia del Sacro Cuore.
Nel 1939 fu intrapresa un'importante trasformazione dell'edificio, principalmente per adattarlo alle esigenze e agli sviluppi della liturgia cattolica.
Nel 1958 la chiesa accolse la Comunità cattolica di lingua spagnola, che da allora condivide l’edificio con la chiesa parrocchiale del Sacro Cuore.
Nel 1967 la Chiesa fu nuovamente oggetto di lavori volti ad adeguarla alle nuove prescrizioni liturgiche cattoliche.

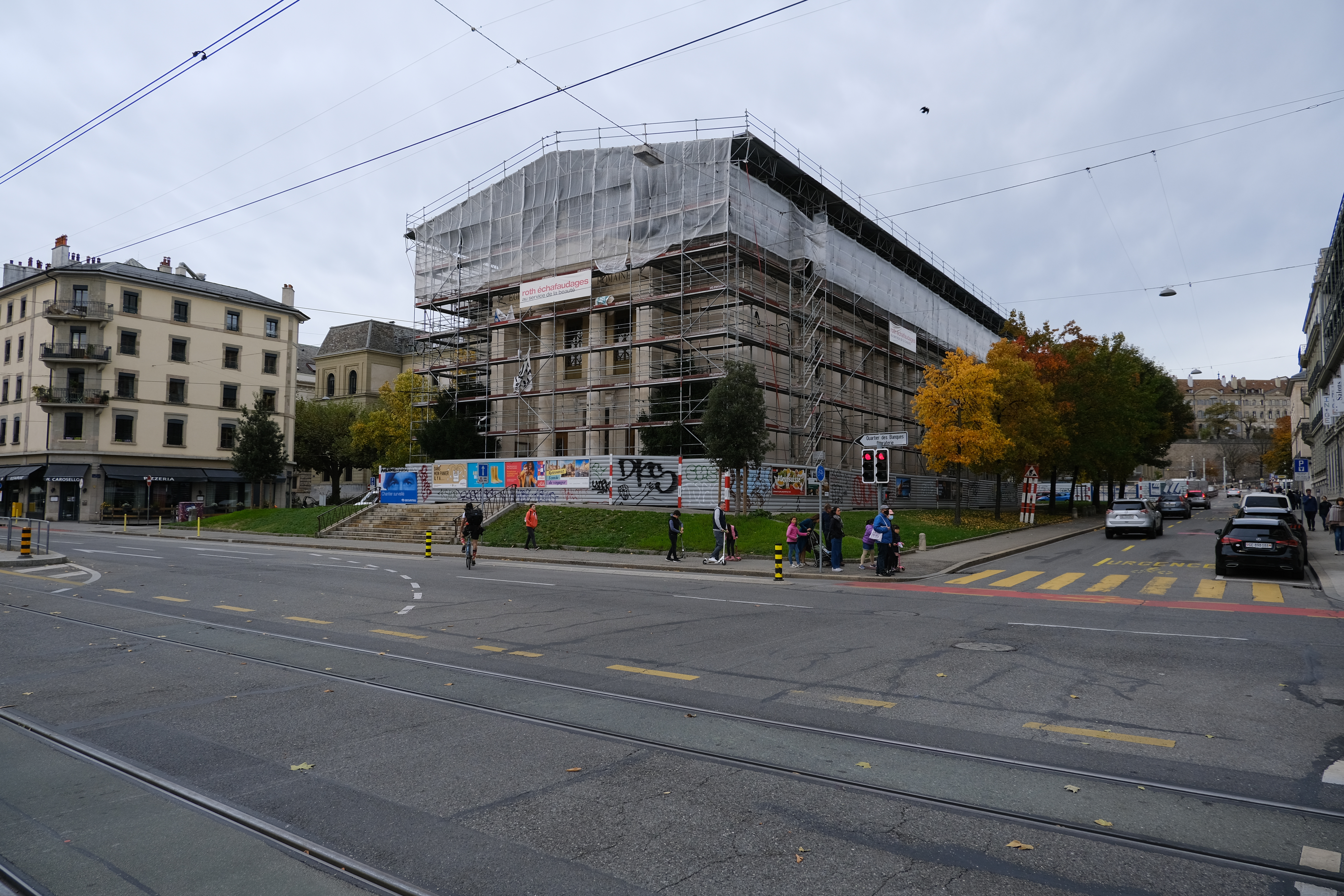
Lavori di ricostruzione dell'edificio dopo l'incendio del 2018

Il 19 luglio 2018, un rogo di origine dolosa, divampata poco prima delle 16.00, distrusse gran parte dell’edificio, rendendolo inutilizzabile.
Il 28 marzo 2022 è stata posata alla presenza di Charles Morerod, vescovo della diocesi di Ginevra, Losanna e Friburgo, la prima pietra del cantiere di ricostruzione. L’opera di rifacimento è duarta 2 anni per un costo di circa 25 milioni di franchi.
Inaugurato nel giugno 2024, l'edificio, in buona parte ricostruito e rinnovato, ospita la parrocchia francofona del Sacré-Coeur, la parrocchia cattolica di lingua spagnola, già presente prima dell'incendio, nonché l'équipe pastorale, il personale amministrativo della Chiesa Cattolica Romana (ECR) a Ginevra e numerosi collaboratori dell’ECR, riuniti nella nuova “Maison diocésaine”. È incluso anche un ristorante aperto al pubblico sul lato Place Neuve - L’Olivier du Sacré-Coeur - oltre a sale per riunioni, feste, mostre e concerti.

## Descrizione

### Architettura
L'edificio ha la forma di un tempio greco e gli esperti hanno trovato una somiglianza con il Tempio di Bel (il sole, un elemento molto presente nella Massoneria) a Palmira, in Siria.
La chiesa del Sacro Cuore ospitava inizialmente 2 altari laterali. Per adeguare l’edificio alle esigenze della liturgia cattolica, nel 1939 furono tolte molte colonne aprendo lo spazio interno. Furono ampliati i banchi, modificata la disposizione del coro e installato un altare centrale. Un'estensione dell'edificio fu costruita sul lato del Conservatorio. Pochi anni dopo, Blondin dipinse nella chiesa la Via Crucis.
Nel 1967 la Chiesa fu nuovamente oggetto di lavori volti ad adeguarla alle nuove prescrizioni liturgiche cattoliche. Fu costruito un nuovo coro, dove fu posto un nuovo altare. Fu creato un nuovo tabernacolo e un nuovo ambone.  All'inizio degli anni 2010 avvenne il completo rinnovamento delle facciate.
Il progetto di ricostruzione, avviato dopo il rogo del 2018 e firmato dall’architetto Christian Rivola di atelier ribo+, è stato concluso nel 2024 e ha visto trasformare l’edificio non solo in un luogo di culto ma anche di comunità. Panche e sedie non sono più allineati uno dietro l'altro ma su entrambi i lati dell’asse liturgico. Un pozzo di luce, partendo dal tetto fino alla cripta, illumina un albero d’ulivo. L’edificio ospita inoltre un ristorante e sale per riunioni, mostre ed eventi